# Polyommatus poseidon
Polyommatus poseidon is een vlinder uit de familie van de Lycaenidae. De wetenschappelijke naam van de soort is voor het eerst gepubliceerd in 1852 door Julius Lederer.
De soort komt voor in Turkije.